# Jonas Wendell
Jonas Wendell testvér (USA, Pennsylvania, Edenboro, 1815. december 25. – 1873. augusztus 14.) egy buzgó adventista prédikátor, aki William Miller szellemében tevékenykedett.

## Pályafutásának kezdete
Megtapasztalta a nagy kiábrándulás okozta hit-gyengeséget – ahogyan a többi adventista is. Azonban hite visszatért, miután tanulmányokat folytatott a bibliai kronológiáról.

## Prédikáció
Arra a következtetésre jutott, hogy Jézus visszatérése 1868-ban vagy az 1873-1874-es években következhet be. Az 1860-as években kezdett prédikálni. Szerte Ohióban, Pennsylvaniában, Új-Angliában és Virginia államban széles körben terjesztette felfedezéseit.
1870-ben kiadta füzetét, a The Present Truth, or Meat in Due Seasont, melyben kifejtette álláspontját; 1873-ra tette Második Eljövetel időpontját, a Bibliát, mint Isten egyedüli igaz szavát tekintette.
Egyik előadásának hatására nyerte vissza hitét Charles Taze Russell is, aki később missziót is indított.

## Halála
1873. augusztus 14-én következett be szívbetegsége következtében.

## Hatása
Barátja, az adventista George W. Stetson a The World's Crisis című folyóirata 1873. szeptember 10-i számában megjelentette a gyászjelentését.

## Külső hivatkozások
- Scan of original booklet The Present Truth or Meat in Due Season Archiválva 2007. szeptember 27-i dátummal a Wayback Machine-ben by Jonas Wendell (1870)